# Ras Lanouf
Ras Lanouf (arabe : راس لانوف Raʾs Lānūf, ou Ra’s al-Unūf) est un port libyen et le principal centre de raffinage du pétrole du pays. Il est situé sur la côté méditerranéenne du golfe de Syrte à 600 km à l'est de la capitale Tripoli. Sa population est d'environ 13 000 habitants.

## Histoire

### Guerre civile libyenne

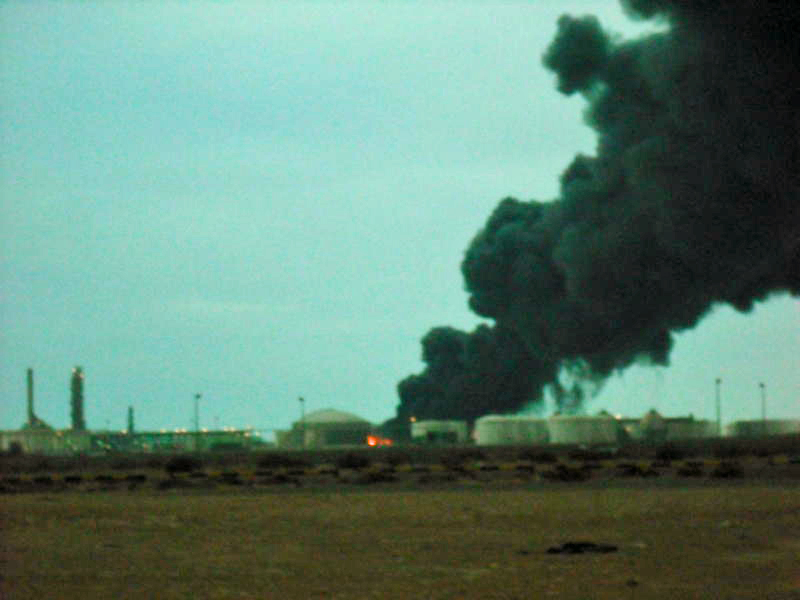
Raffinerie de Ras Lanouf: Nuages de fumée durant l'incendie du site, quand les forces pro-Kadhafi reprennent l'avantage sur les positions rebelles.(Photo prise le 15 mars 2011)

Lors de la Guerre civile libyenne de 2011, Ras Lanouf fait l'objet d'intenses combats. Tout d'abord prise par les troupes insurgées venue de Cyrénaïque le 4 mars, la ville sera reprise le 12 mars par les troupes du colonel Kadhafi lors de violents combats.
Profitant de l'instauration d'une zone d'exclusion aérienne interdisant aux avions de Kadhafi de voler, l'insurrection s'empare à nouveau de la ville le 27 mars, au lendemain de la libération d'Ajdabiya et Marsa El Brega, avant qu'elle ne retombe trois jours plus tard aux mains des troupes loyalistes.

## Économie
La ville est située à proximité du bassin de Syrte, le principal champ pétrolifère de la Libye : elle possède la plus grande raffinerie de pétrole du pays (220 000 barils par jour) soit les deux tiers de la capacité de raffinage de la Libye. Sa mise en service a été effectuée en 1984. La raffinerie est alimentée par deux oléoducs, le Amal-Ras Lanouf et le Messla-Ras Lanouf. Elle dispose d'un aéroport.